# كارين اوستن
كارين اوستن (بالإنجليزية: Karen Austin)‏ هي ممثلة أمريكية، ولدت في 24 أكتوبر 1950 في الولايات المتحدة. بدأت مشوارها المهني سنة 1974.

## أعمال

### أفلام
- (2008) الركاب
- (2008) العين[4]
- (2010)  أيام الظلام[5]
- (2011) يوميات روم[6]

### مسلسلات
- أيام سعيدة
- بيفرلي هيلز 90210
- خطوة بخطوة
- دالاس
- نايت كورت

## وصلات خارجية
- كارين اوستن على موقع IMDb (الإنجليزية)
- كارين اوستن على موقع ألو سيني (الفرنسية)
- كارين اوستن على موقع أول موفي (الإنجليزية)
- كارين اوستن على موقع قاعدة بيانات الأفلام السويدية (السويدية)
- كارين اوستن على موقع قاعدة بيانات الفيلم (الإنجليزية)
- كارين اوستن على موقع كينوبويسك (الروسية)